# Aleochara depressa
Aleochara depressa är en skalbaggsart som först beskrevs av Sharp 1883.  Aleochara depressa ingår i släktet Aleochara och familjen kortvingar. Inga underarter finns listade i Catalogue of Life.